# Муссар, Жюль
Жюль Мусса́р (фр. Jules Moussard; род. 16 января 1995, Париж) — французский шахматист, гроссмейстер (2016). Многократный победитель юношеских чемпионатов Франции в различных возрастных категориях, чемпион Франции среди взрослых (2022). Серебряный призёр юношеского чемпионата мира 2004 года в категории до 10 лет. Со сборной Франции вице-чемпион Европы (2021) и обладатель Кубка Митропы (2022).

## Спортивная карьера
Поочерёдно выиграл чемпионаты Франции среди мальчиков и юношей во всех возрастных категориях от 8 до 20 лет. В 2004 году на чемпионате мира среди юношей в возрастной категории до 10 лет занял второе место, пропустив вперёд китайца Юй Янъи.
В 2021 году в составе сборной Франции стал серебряным призёром командного чемпионата Европы. На следующий год завоевал со сборной Кубок Митропы, а затем выступал на 1-й доске на шахматной олимпиаде и набрал 8 очков в 11 партиях. Сразу же после олимпиады впервые в карьере завоевал титул чемпиона Франции среди взрослых, в финале победив 8-кратного чемпиона страны Этьена Бакро. В финальном матче соперники разделили очки в паре партий в быстрые шахматы и в паре партий в формате блица, после чего Муссар взял верх белыми в армагеддоне.

## Спортивные результаты
| Год  | Город            | Турнир               | + | − | = | Результат | Место |
| ---- | ---------------- | -------------------- | - | - | - | --------- | ----- |
| 2015 | Бетюн            | Международный турнир | 7 | 2 | 0 | 7 из 9    | [ 6 ] |
|      | Каппель-ла-Гранд | Международный турнир | 5 | 2 | 2 | 6 из 9    | [ 7 ] |
| 2016 |                  |                      | 3 | 2 | 5 | 5½ из 11  | [ 8 ] |
|      |                  |                      |   |   |   | из        |       |

## Изменения рейтинга
| Графики недоступны из-за технических проблем. См. информацию на Фабрикаторе и на mediawiki.org. |